# Alexander Mocsáry
Alexander Mocsáry (maďarsky Sándor Mocsáry; 27. září 1841, Oradea, Uhersko, dnes Rumunsko – 26. prosince 1915, Budapešť, Maďarsko) byl maďarský entomolog, který se specializoval především na řád Hymenoptera.

## Entomologické aktivity
Během svého života pracoval jako kurátor sbírek v Maďarském národním muzeu. Popsal mnoho nových druhů hmyzu, hlavně z řádu Blanokřídlí (Hymenoptera). Zabýval se i řádem Síťokřídlí (Neuroptera).
Jeho privátní sbírka maďarského hmyzu je asi od roku 1870 uložena v Maďarském národním muzeu v Budapešti.